# Školjić (Iž)
Koordinati:   44°00′54″N, 15°09′13″E
Školjić je majhen nenaseljen otoček v Jadranskem morju, ki pripada Hrvaški.
Otoček leži pred vhodom v zaliv Vodenjak na jugovzhodnem delu otoka Iž. Njegova površina meri 0,018 km². Dolžina obalnega pasu je 0,51 km.